# Двадцать рублей (Беларусь)
Два́дцать рубле́й (бел. Дваццаць рублёў) — номинал банкноты, использующейся в Беларуси с 2000 года (с перерывом с 2013 по 2016 год).

## История
Первая 20-рублёвая банкнота в Беларуси была введена в обращение 1 января 2000 года. Она заменила собой 20 000 рублей образца 1994 года. Выведена из обращения 1 марта 2013 года.
В связи с проведением денежной реформы с 1 июля 2016 года в обращение была введена новая банкнота номиналом в 20 рублей образца 2009 года, соответствующая 200 000 рублей образца 2000 года. Новые денежные знаки были отпечатаны британской фирмой «De La Rue» ещё в 2009 году. Ввести новые банкноты в обращение в год изготовления не позволил кризис, из-за чего их передали в Центральное хранилище Национального банка.

## Характеристика

### 20 рублей 2000 года
На лицевой стороне изображено старое здание Национального банка республики с подписью «НАЦЫЯНАЛЬНЫ БАНК РЭСПУБЛІКІ БЕЛАРУСЬ». Слева и справа от изображения помещены графические знаки защиты. В верхней части поля банкноты проходит орнаментальная полоса, в которой помещена надпись «БІЛЕТ НАЦЫЯНАЛЬНАГА БАНКА РЭСПУБЛІКІ БЕЛАРУСЬ», а снизу прилегает защитный микротекст из повторяющейся аббревиатуры «НБРБ», в правой верхней части банкноты на фоне орнаментальной полосы помещена большая аббревиатура «НБРБ». Номинал обозначен цифрами в левой части банкноты, внутри виньетки справа сверху относительно центрального изображения, и словами «ДВАЦЦАЦЬ РУБЛЁЎ» под изображением банка. В нижней части проходит узорная кайма, к которой сверху прилегает микротекст из повторяющихся чисел «20», в правом нижнем углу банкноты внутри виньетки помещено обозначение года «2000».
На оборотной стороне размещена часть интерьера здания Нацбанка, по бокам от этого изображения размещены графические защитные элементы. Расположение защитных микротекстов на этой стороне такое же, как и на лицевой стороне. В верхней части номинал указан словами «ДВАЦЦАЦЬ РУБЛЁЎ», под центральным изображением размещено крупное число «20», обозначающее номинал. Серия и номер банкноты размещены вверху справа и внизу слева поля банкноты. В левом верхнем углу надпись: «ПАДРОБКА БІЛЕТАЎ НАЦЫЯНАЛЬНАГА БАНКА РЭСПУБЛІКІ БЕЛАРУСЬ ПРАСЛЕДУЕЦЦА ПА ЗАКОНУ».

### 20 рублей 2009 года
Размер банкноты 143 × 72 мм. Банкнота посвящена Гомельской области (лицевая сторона), соответствие области номиналу банкноты было определено по алфавиту, а также духовным ценностям Беларуси (оборотная сторона).
На лицевой стороне изображён дворец Румянцевых — Паскевичей в Гомеле, на оборотной — коллаж, посвящённый теме духовности (колокол, Туровское Евангелие, древний Туров, фрагменты резьбы). Слева от основного изображения на незапечатанном поле расположен локальный полутоновый водяной знак, повторяющий фрагмент основного изображения лицевой стороны банкноты. По центру сверху вниз проходит металлизированная защитная нить оконного (ныряющего) типа. Для слабовидящих в левом нижнем углу находится геометрическая фигура имеет увеличенную толщину красочного слоя. Фрагменты изображения номинала вверху слева на лицевой и вверху справа на оборотной сторонах банкнот совмещаются на просвет, образуя цельное изображение номинала банкнот.
На лицевой стороне в крайнем правом углу горизонтально и в левой части вертикально помещена надпись «ДВАЦЦАЦЬ РУБЛЁЎ». В левом верхнем углу и в центральной части помещено цифровое обозначение номинала — «20». Вверху незапечатанного поля помещены надписи «Старшыня Праўлення» и «2009», а также факсимиле подписи на тот момент главы Нацбанка П. Прокоповича. В верхнем правом углу помещена надпись «НАЦЫЯНАЛЬНЫ БАНК РЭСПУБЛІКІ БЕЛАРУСЬ».
На оборотной стороне в левом нижнем углу помещён номинал банкноты «20 РУБЛЁЎ», а в правом верхнем углу цифровое обозначение номинала — «20». В левом верхнем и правом нижнем углах размещены серия и номер банкноты.

### 20 рублей 2020 года
С 23 марта 2020 года Нацбанк республики ввёл в обращение модернизированную версию 20-рублёвой банкноты образца 2009 года. Отличия заключаются в отсутствии факсимиле подписи и надписи «Старшыня Праўлення», а вместо «2009» указан год фактического выпуска — «2020». Изображения архитектурных сооружений на лицевой стороне модифицированной банкноты приведены в соответствие с актуальным внешним видом с указанием названия изображённых архитектурных сооружений. Утолщена металлизированная защитная нить.

## Памятные банкноты
| Серия                                            | Дата выпуска   | Тираж     | Описание банкноты | Описание банкноты | Изображение     | Изображение       |
| Серия                                            | Дата выпуска   | Тираж     | Лицевая сторона | Оборотная сторона | Лицевая сторона | Оборотная сторона |
| ------------------------------------------------ | -------------- | --------- | --- | --- | --------------- | ----------------- |
| 10-летие Национального банка Республики Беларусь | 1 января 2001  | 5500 экз. | Здание Национального банка Республики Беларусь. На поле водяного знака штамп из припрессованной фольги в виде логотипа «НБРБ» с виньеткой и цифрами «1991 — 2001». Штамп расположен на правом купонном поле лицевой стороны банкноты. | Часть интерьера здания Национального банка, защитные элементы, водяной знак.                                           |                 |                   |
| Миллениум                                        | 1 октября 2001 | 2500 экз. | Здание Национального банка Республики Беларусь. | Фрагмент интерьера здания Национального банка, особый серийный номер и специальное обозначение на поле водяного знака. |                 |                   |
| Мая краіна — Беларусь                            | 15 июля 2016   | 999 экз.  | Дворец Румянцевых — Паскевичей в Гомеле. | Коллаж, посвящённый теме духовности (колокол, Туровское Евангелие, древний Туров, фрагменты резьбы).                   |                 |                   |